# Wide Open Spaces (album)
Wide Open Spaces è il quarto album in studio del gruppo musicale country statunitense Dixie Chicks, pubblicato il 27 gennaio 1998. 
Si tratta del primo album con la cantante Natalie Maines, mentre le altre componenti del gruppo hanno cambiato nome.

## Premi
Il disco ha ricevuto, nell'ambito dei Grammy Awards 1999, due riconoscimenti: miglior album country (il primo per il gruppo dopo le altre vittorie con i dischi successivi) e miglior interpretazione country vocale di un gruppo/duo.

## Tracce
1. I Can Love You Better – 3:53 (Pamela Brown Hayes, Kostas)
2. Wide Open Spaces – 3:44 (Susan Gibson)
3. Loving Arms – 3:37 (Tom Jans)
4. There's Your Trouble – 3:10 (Mark Selby, Tia Sillers)
5. You Were Mine – 3:37 (Emily Robison, Martie Seidel) – 3:37)
6. Never Say Die – 3:56 (George Ducas, Radney Foster)
7. Tonight the Heartache's on Me – 3:25 (Mary W. Francis, Johnny MacRae, Bob Morrison)
8. Let 'Er Rip – 2:49 (Billy Crain, Sandy Ramos)
9. Once You've Loved Somebody – 3:28 (Thom McHugh, Bruce Miller)
10. I'll Take Care of You – 3:40 (J. D. Souther)
11. Am I the Only One (Who's Ever Felt This Way) – 3:25 (Maria McKee)
12. Give It Up or Let Me Go – 4:55 (Bonnie Raitt)

## Formazione
- Natalie Maines - voce
- Martie Seidel - violino, mandolino
- Emily Robison - banjo, chitarra

## Classifiche

### Classifiche settimanali
| Classifica (1999) | Posizione massima |
| ----------------- | ----------------- |
| Stati Uniti       | 4                 |

### Classifiche di fine anno
| Classifica (1998) | Posizione |
| ----------------- | --------- |
| Stati Uniti       | 56        |
| Classifica (2000) | Posizione |
| Stati Uniti       | 68        |